# Condado de Oscoda
El condado de Oscoda (en inglés: Oscoda County), fundado en 1840, es un condado del estado estadounidense de Míchigan. En el año 2000 tenía una población de 9.418 habitantes con una densidad de población de 6 personas por km². La sede del condado es Mio.

## Geografía
Según la oficina del censo el condado tiene una superficie total de 1481 km² (571,8 mi²), de los que 1463 km² (564,9 mi²) son tierra y 18 km² (6,9 mi²) (1,15%) son agua. Por el condado circula el río Au Sable y se encuentra el bosque estatal del mismo nombre.

### Condados adyacentes
- Condado de Montmorency - norte
- Condado de Alpena - noreste
- Condado de Alcona - este
- Condado de Iosco - sureste
- Condado de Ogemaw - sur
- Condado de Roscommon - suroeste
- Condado de Crawford - oeste
- Condado de Otsego - noroeste

### Principales carreteras y autopistas
- Carretera estatal 33
- Carretera estatal 72
- Carretera estatal F-32

### Espacios protegidos
En este condado se encuentra parte del bosque nacional de Huron.

## Demografía
Según el censo del 2000 la renta per cápita media de los habitantes del condado era de 28.228 dólares y el ingreso medio de una familia era de 32.225 dólares. En el año 2000 los hombres tenían unos ingresos anuales 30.013 dólares frente a los 20.202 dólares que percibían las mujeres. El ingreso por habitante era de 15.697 dólares y alrededor de un 14,60% de la población estaba bajo el umbral de pobreza nacional.

## Lugares

### Lugar designado por el censo
- Mio

### Municipios
- Municipio de Big Creek
- Municipio de Clinton
- Municipio de Comins
- Municipio de Elmer
- Municipio de Greenwood
- Municipio de Mentor